# Toxoneura ephippium
Toxoneura ephippium är en tvåvingeart som först beskrevs av Zetterstedt 1860.  Toxoneura ephippium ingår i släktet Toxoneura, och familjen prickflugor. Arten är reproducerande i Sverige.